# 韋伯斯特鎮區 (愛荷華州漢密爾頓縣)
韋伯斯特鎮區（英語：Webster Township）是位於美國愛荷華州漢密爾頓縣的一個行政鎮區。

## 地方資料
根據2010年美國人口普查的數據，韋伯斯特鎮區的面積為93.04平方千米，當中陸地面積為92.99平方千米，而水域面積為0.05平方千米。當地共有人口252人，而人口密度為每平方千米2.71人。